# Kovin

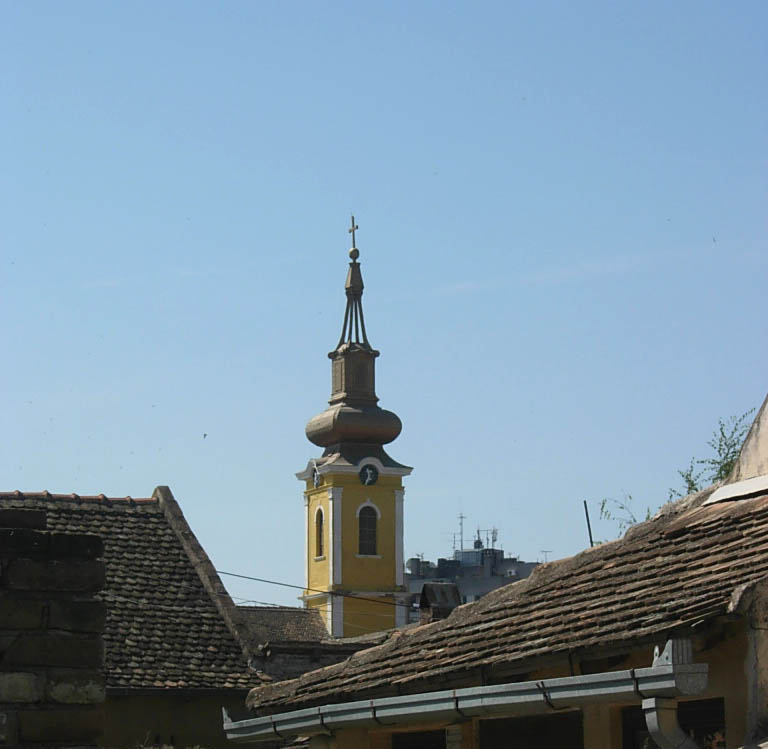
Rumänisch-Orthodoxe Kirche

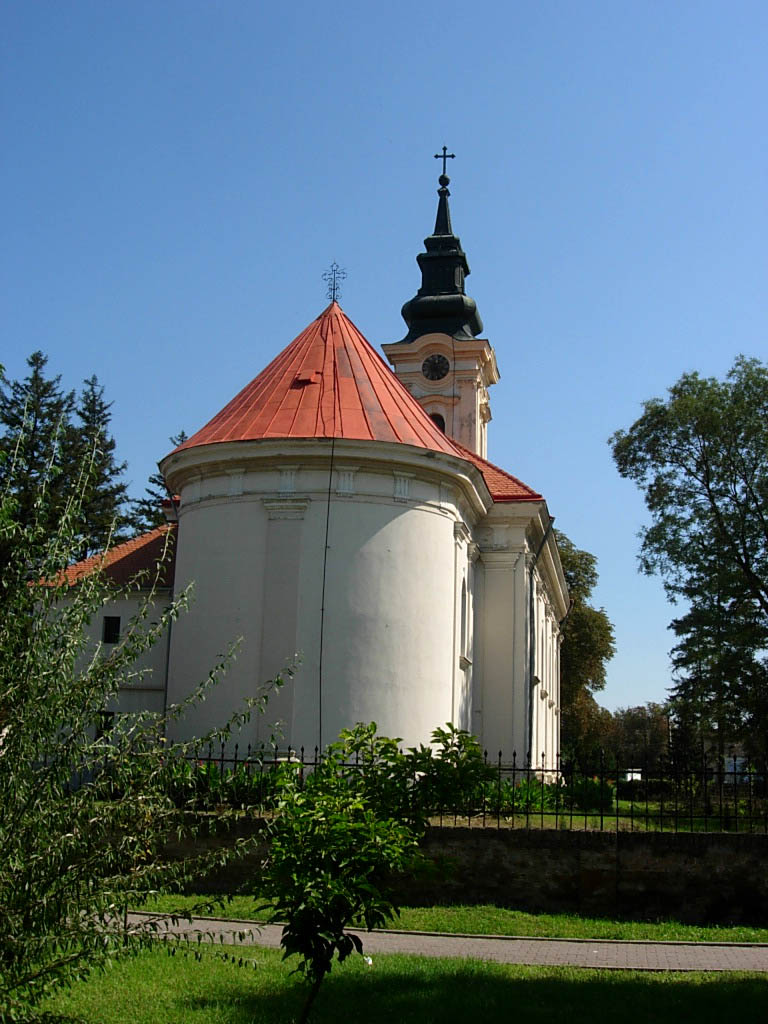
Katholische Kirche St. Theresa von Avila

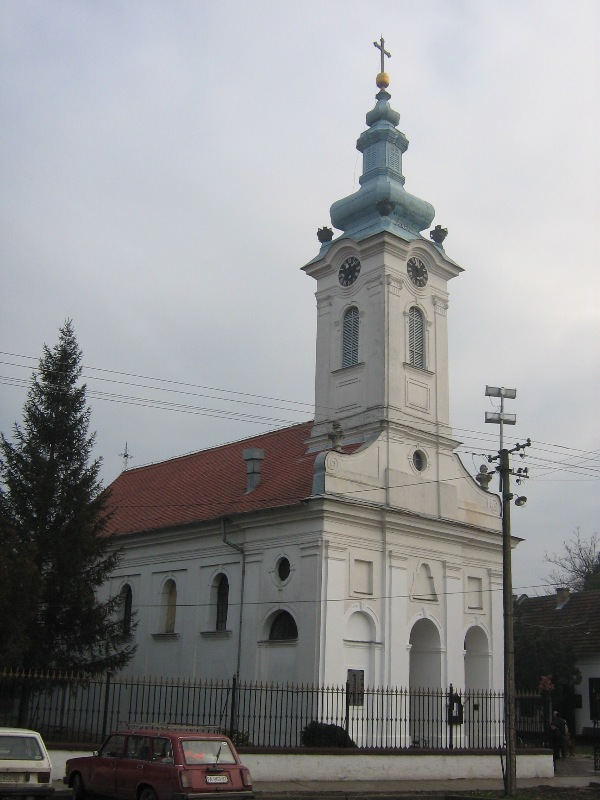
Serbisch-orthodoxe Erzengelkirche

Kovin (serbisch-kyrillisch Ковин, rumänisch Cuvin, ungarisch Kevevára, veraltet auch Temeskubin, deutsch Kubin oder Temeschkubin) ist der Verwaltungssitz in der Opština Kovin im Okrug Južni Banat in der Vojvodina, Serbien. Die Stadt hat eine Bevölkerung von 13.515 Einwohnern. Kovin befindet sich etwa 50 km östlich von Belgrad, am linken (nördlichen) Ufer der Donau, wenige Kilometer stromabwärts von Smederevo.

## Name
Früher wurde die Stadt auch als Donji Kovin (Nieder-Kubin) bezeichnet, um sie von der ungarischen Stadt Ráckeve abzugrenzen, die auf Serbisch Gornji Kovin (Ober-Kubin) heißt.

## Geschichte
Der dakische Stamm der Albocenser besiedelte dieses Gebiet im 2. Jahrhundert n. Chr.
Es gibt noch Reste einer antiken Festung Contra Margum aus der Römerzeit, gegenüber der Festung Margum auf der anderen Donauseite gelegen. Im 9. und 10. Jahrhundert wanderten Slawen ein, die unter der Herrschaft des bulgarischen Woiwoden Glad standen. Glad wurde von den Magyaren besiegt, so dass das Gebiet dem mittelalterlichen Königreich Ungarn eingegliedert wurde. Im 11. Jahrhundert riss ein Nachfahre Glads, Ahtum, die Macht an sich, wurde aber wiederum von den Ungarn besiegt.
Kovin wurde erstmals im 12. Jahrhundert urkundlich erwähnt, als Sitz des Westbanater Stuhlbezirkes. Ab dem 14. Jahrhundert besaß die Stadt eine große serbische Bevölkerung, die vor den Osmanen aus Serbien geflohen waren. Der serbische Despot Lazar Branković erlangte 1457 die Kontrolle über die Stadt, verlor die Herrschaft jedoch nach einem Jahr.
Im 16. Jahrhundert fiel auch Kovin dem Osmanischen Reich zu und wurde dem Eyâlet von Temeşvar unterstellt. Während der osmanischen Herrschaft (16./17. Jahrhundert), war Kovin fast ausschließlich von Serben bewohnt. 1716 kam Kovin zum Habsburger Reich und gehörte bis 1751 zum Banat von Temeswar, ehe es in den Bezirk der Banater Militärgrenze eingegliedert wurde.
1848/1849 war Kovin Teil der Woiwodschaft Serbien, kam aber 1849 wieder unter die Verwaltung der Militärgrenze. Nach der Abschaffung dieses Bezirkes 1873, kam Kovin zum kgl. ungarischen Komitat Temes. Gemäß der Volkszählung 1910 gehörten zum Stuhlbezirk Kovin 35.482 Einwohner, von denen 21.795 Serbisch, 6.587 Deutsch, 5.705 Rumänisch  und 5.355 Ungarisch sprachen. Die Stadt selbst hatte eine relative deutsche Mehrheit. 2650 sprachen Deutsch, 2200 Serbisch, 1726 Rumänisch und 711 Ungarisch.
Am 28. Juli 1914 wurde die österreichisch-ungarische Kriegserklärung mit einem angeblichen serbischen Angriff bei Temes Kubin begründet, der aber vermutlich nie stattgefunden hat.
1918 wurde Kovin Teil des Königreiches der Serben, Kroaten und Slowenen (1929 umbenannt in Jugoslawien). Zwischen 1918 und 1922 gehörte es zum Bezirk Banat; von 1922 bis 1929 zur Podunavska Oblast und bis 1941 zur Dunavska banovina. Von 1941 bis 1944 war Kovin von den Achsenmächten besetzt und Teil der autonomen Region Banat in dem von Großdeutschland besetzten Serbien. Ab 1945 war Kovin Teil der SFR Jugoslawien.

### Partnerstadt
- Ráckeve, Ungarn

## Bevölkerung

### Bevölkerungsentwicklung der Stadt
| Jahr        | 1900  | 1948  | 1953  | 1961   | 1971   | 1981   | 1991   | 2002   |
| ----------- | ----- | ----- | ----- | ------ | ------ | ------ | ------ | ------ |
| Bevölkerung | 5,847 | 8,309 | 9,766 | 11,986 | 12,408 | 13,779 | 13,669 | 14,250 |

### Ethnische Zusammensetzung
| Jahr | Gesamt | Serben  | Magyaren | Rumänen | Roma   | Montenegriner | Jugoslawen | Mazedonier | Rest   |
| ---- | ------ | ------- | -------- | ------- | ------ | ------------- | ---------- | ---------- | ------ |
| 1991 | 13,669 | 76,19 % | 6,78 %   | 3,47 %  | 1,40 % | 1,67 %        | 6,81 %     | 0,76 %     | 2,21 % |
| 2002 | 14,250 | 80,79 % | 5,51 %   | 2,93 %  | 2,00 % | 0,92 %        | 1,26 %     | 0,50 %     | 6,09 % |

## Verkehr
Kovin wird erschlossen durch die Nationalstraße 24 (Smederevo – Donaubrücke – Kovin – Pančevo) sowie die Landstraße 115 die von hier nach Osten in Richtung Bela Crkva und die rumänische Grenze. Ferner verläuft von Norden (Bahnstrecke Pančevo–Vršac, Abzw Vladimirovac) kommend eine Stichbahnlinie bis zum Sportboothafen Kovin.
Kovin liegt am Donauradweg.

## Persönlichkeiten
Söhne und Töchter der Stadt sind:
- Darko Kovačević (* 1973), serbischer Fußballspieler
- Jelena Krstic (* 1981), serbische Sängerin

Mit der Stadt historisch verbunden sind:
- Engelbert I. von Berg († 1189 in Kubin), deutscher Adliger
- Koča Anđelković (1755–1788), serbischer Freischärlerführer, lebte in Kubin